# Виейра Уайт, Хильберто
Хильбе́рто Вие́йра Уа́йт (исп. Gilberto Vieira White; 5 апреля 1911, Медельин — 25 февраля 2000, Богота) — политический деятель международного и колумбийский рабочего и коммунистического движения, журналист. Один из основателей Коммунистической партии Колумбии (КПК). В 1939‒1947 годах — председатель КПК. В 1947‒1958 годах — генеральный секретарь КПК, в декабре 1958‒январе 1966 года — политический секретарь ЦК КПК, с января 1966 года по 1991 год — генеральный секретарь ЦК КПК.

## Биография
Родился в семье инженера. Учился в средней школе Университетского института Маниталеса, откуда был исключён, среди прочего, за то, что сказал, что Иисус Христос был первым коммунистом. Окончил университетский колледж Маниталес, по профессии журналист. Поступил в Университет Кауки, но не закончил учёбу, занявшись политической деятельностью.
В 1930 участвовал в создании Коммунистической партии Колумбии (КПК).  В 1931–1941 работал в газете КПК «Ahora». С 1932 член ЦК КПК.  В 1937‒1947 годах избирался депутатом парламента от компартии Колумбии, был муниципальным советником в Боготе. В 1941‒1946 руководил печатным органом КПК газетой Diario Popular, с 1947 газетой «Vanguardia», был одним из основателей Центра профсоюзов Колумбии.
Арестовывался в 1948, 1953, 1954, 1955, 1956 и 1967 годах. Неоднократно был на нелегальном положении, отбывал тюремное заключение.

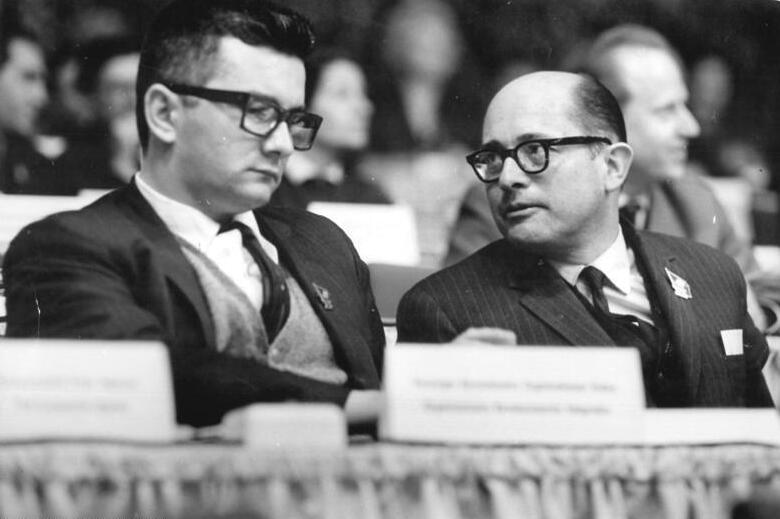
Генсек КП Колумбии Хильберто Виейра Уайт (справа) и Армандо Харт (слева) на VI съезде СЕПГ

В 1940-х годах написал очень спорную книгу «По следам Освободителя: марксистский взгляд на Боливара», в которой опроверг пренебрежительное и негативное мнение Карла Маркса о С. Боливаре. В то время это считалось актом крайней дерзости, поскольку тогда коммунисты не ставили под сомнение догмы и установки классиков марксизма.
В 1970—1974 годах — заместитель председателя законодательной ассамблеи департамента Кундинамарка. Был членом муниципального совета Боготы. В 1974 был избран в палату представителей Национального конгресса от Национального союза оппозиции.  Сенатор Республики Колумбия.
В 1991 на 16-м съезде партии добровольно ушёл в отставку, заявив, что «пора уступать дорогу молодым».
Хотя он и участвовал в партизанской борьбе и поддерживал вооруженное восстание, запомнился как мыслитель и интеллектуал. Автор многочисленных статей, в которых с марксистских позиций освещал вопросы революционного национально-освободительного движения.

## Избранные публикации
- Sobre la estela del Libertador: El criterio marxista acerca de Bolívar.
- Quiénes son los traidores de la democracia.
- Lucha de clases y liberación nacional, 9 de abril: experiencias del pueblo.4
- Escritos políticos.
- Frente Amplio contra el despotismo. (1979).

## Награды
- Орден Октябрьской Революции (1976)
- Орден Дружбы народов  (1987)